# Pęciszewko
Pęciszewko (do 1945 niem. Petershagen) – osada w Polsce położona w województwie zachodniopomorskim, w powiecie sławieńskim, w gminie Darłowo. 
Według danych z 28 września 2009 roku osada miała 108 stałych mieszkańców.
Obszar osady jest objęty strefą ochrony uzdrowiskowej „C” Dąbki.
W latach 1975–1998 miejscowość położona była w województwie koszalińskim.